# Данинос, Пьер
Пьер Данинос (фр. Pierre Daninos, 1913—2005) — известный французский писатель, журналист и автор афоризмов. Его произведения отличаются лукавством и добрым остроумием, они веселые, чистые, развлекательные, без претензий на глубокую философскую идею или антирелигиозный пафос.

## Биография
Пьер Данинос родился 26 мая 1913 года в Париже. Творческая карьера Даниноса началась в 1931 году с работы журналиста. Данинос работал с журналами «Теннис» и «Гольф» в качестве спортивного хроникера, затем стал сотрудничать с другими спортивными изданиями. В 1939-ом году, во время Второй мировой войны, журналист попал под мобилизацию.
Во время эмиграции после майских событий 1940 года Данинос пишет получившую известность книгу под названием «Еврика и Амеропа». В произведении он пользуется одним из основных своих приемов — перевернуть, перелицевать слово.
В 1947 году писатель получает премию «Интералье» за книгу «Записки господа бога». Премия принесла ему международную известность. Господь бог писателя — добрый вольтерьянец, относящийся с юмором к своему могуществу. Он частично напоминает лукавого и наивного круглоголового вседержителя Жана Эффеля. Роман "Записки господа бога " была напечатан в «Ле Фигаро». Впоследствии переведена на 27 языков мира. Только во Франции она вышла миллионным тиражом.
Всю свою долгую жизнь Данинос посвятил практически только литературе. Он создал огромное количество книг, афоризмов, известных всему миру, юмористических высказываний. В январе 2005 года он скончался. Но навсегда остался в сердцах своих читателей.

## Творчество
Творческое признание Пьера Даниноса пришло после публикации романа «Записки господа бога». Походя́ по форме на философские произведения Вольтера, роман не претендует ни на глубины философских идей, ни на религиозный или антирелигиозный пафос — это произведение веселое, можно сказать чисто развлекательное. Стержень сюжета «Записок», дневник наблюдений Господа Бога за своим экспериментом — жизнью Ансельма Лимонэра, который волею Господа родился глубоким стариком, прожил жизнь, постепенно молодея, и погиб 70-летним, переходя Елисейские Поля как ребёнок, не имеющий понятия о правилах дорожного движения — ремейк, явный оммаж рассказа Фрэнсиса Скотта Фицджеральда 1928 года «Загадочная история Бенджамина Баттона», известного многим по одноименному фильму. Но, в отличие от Ф. С. Фицджеральда, Данинос превратил историю главного героя из трагической драмы в забавную и очень остроумную комедию. Книга была переведена на 27 языков и опубликована в десятках стран.
За романом были написаны фельетоны, впоследствии составившие сборники «Соня, другие и я», «Как жить вместе с Соней (или без неё)». В этих сборниках автор с юмором открыто показывает быт и нравы типичного среднего буржуазного семейства, ограниченного и в духовных интересах, и в средствах, стремящегося не отстать от «людей своего круга», выглядеть «не хуже других».
Сюжетные линии своих книг Пьер Данинос брал из повседневной жизни. Главным примером этого является повесть «Записки майора Томпсона», созданная в 1954 году. В книге персонажи представлены стандартными деталями, общими местами, стереотипными суждениями. «Записки майора Томпсона» представляют мнение классического англичанина о типичных французах, и, вместе с тем, это и взгляд классического француза на типичного англичанина. Юмор в книге базируется на том, что привычное, нормальное, стандартное для любого жителя Франции оказывается странным, нелепым, совершенно не укладывающимся в сознание британского джентльмена. В 1960 году была опубликована книга «Некий господин Бло», в которой Данинос с юмором критикует вкусы и привычки представителей французского среднего класса.
Все произведения Даниноса с течением времени приобретают ностальгическую прелесть. Даже французы, не разу не державшие в руках книг писателя, хорошо знакомы с его творчеством. Причина в том, что его произведения сразу же разошлись на афоризмы. Примером его юмористических высказываний служат такие фразы:
Французы о себе: «На Земле насчитывается 53 миллиона французов и… 3 миллиарда иностранцев».
Об англичанах: «Кухня Великобритании отражает её местоположение — она полностью окружена водой». Или так: «В Англии искусство беседы заключается в знании, что надо молчать».
Коллега? Кто это? «Человек напрочь лишенный таланта, который, по необъяснимой причине, делает ту же работу, что и вы».
Сегодня Данинос один из самых популярных во Франции сатириков и юмористов. Поклонники его творчества любят не столько за глубину наблюдений, а за его необычный, теплый, человечный юмор.

## Афоризмы
- «В Англии имя Бога и слово „Я“ пишутся с заглавной буквы, но заглавная буква в „Я“ претендует на большую значимость».
- «Красноречие в Британии равносильно искусству молчаливости».
- «Настоящий человек по сущности своей является болтуном или безмолвником. Пребывать в золотой середине возможно лишь на сцене театра».
- «Трудно отыскать государство, подобное французскому: в нем очень легко жить, создавая себе затруднения, и крайне затруднительно жить с легкостью».
- «Прилюдно называя себя глупой, девушка вовсе не собирается позволять окружающим соглашаться с этим. Заявление о некотором несовершенстве собственного ума подразумевает то, что лишь в эту минуту он несовершенен».
- «Фразы, попавшие в хроники лет, произносятся для того, чтобы школьники знали хронологию событий, связанных с ними. Самые же запоминающиеся фразы — не более, чем выдумки самих составителей хронологий».
- «Сотрудник — бесталанное существо, по необъяснимому велению судьбы занятое тем же делом, что и Вы».
- «Прекращай вхождение», — обратится лимузенец к гостю, замявшемуся в ожидании у дверей".
- «Знать лишь один язык — прерогатива британцев. Даже зная больше, подлинный британец ни за что не признается в этом».
- «Грустно наблюдать, как обеспеченные люди тратят деньги, зная при этом, что от твоей помощи в тратах они точно откажутся».
- «Только одна группа женщин заслуживает опасения жен: девка. Странно, но обнаружить свою принадлежность к этой группе в их глазах может даже та, которую они не устают нахваливать прилюдно».
- «„Трудолюбивый“ — лучшее определение для трудящегося человека, которому, кроме труда, прославиться нечем».
- «То ли на спектакль приходят все, кто страдает першением в горле, то ли современное театральное искусство ничего, кроме першения в горле, не вызывает».
- «Человек может быть счастливым, и не знать этого. Ровно до тех пор, пока налоговая инспекция не узнает первой».
- «Французское государство подразделяется на полсотни миллионов жителей». Или, как утверждал майор Уильям Мармадюк Томпсон: «Франция делится на сорок три миллиона французов».
- «Циник — тот, кто озвучивает вслух все мысли, роящиеся в Вашей собственной голове».
- «Ты можешь и не заметить, что у тебя всё идёт хорошо, но НАЛОГОВАЯ СЛУЖБА-заметит!!!»